# Province de Chichaoua
La province de Chichaoua (en amazigh : ⵉⵛⵉⵛⴰⵡⵏ, en arabe : شيشاوة) est une des provinces marocaines de la région de Marrakech-Safi.

## Géographie
Géographiquement, la Province de Chichaoua est délimitée par la Province d’Essaouira à l’Ouest, la Province d’AL Haouz et la préfecture de Marrakech Ménara à l’Est, la Province de Youssofia au Nord et la Province de Taroudante au Sud. Sa position géographique privilégiée constitue un passage obligé vers le Sud du Royaume et vers l’Ouest en destination vers Essaouira et Safi.

## Histoire
La province de Chichaoua fut créée par le décret N° 2-91-90 du premier janvier 1991, complétant le dahir N° 1-59-351 du 2 décembre 1959 relatif au découpage administratif du Royaume. Elle fait partie  de la région de Marrakech Tensift Al Haouz et constitue l’une des plus vastes provinces de la région elle se compose de 35 communes territoriales 2/3 sont implantées sur la zone montagneuse .

## Économie

### Agriculture
Le Secteur agricole représente la principale activité économique dans la Province dans la mesure où il emploie une partie importante de la population. En effet, 90 % de cette population vit en milieu rural. Toutefois, ce secteur demeure fortement dépendant des aléas climatiques. L’examen des données relatives aux structures de ce secteur, aux cultures pratiquées et aux productions végétales permettra d'identifier les caractéristiques de l'agriculture dans la Province de Chichaoua.

### Artisanat
L’artisanat apparaît comme un secteur  générateur d’emploi et source de revenu d'une population non négligeable dans la Province de Chichaoua dans la mesure où elle occupe plus de 10500 artisans, pratiquant des métiers spécifiques à  la Province, à savoir, les tapis.
En ce qui concerne l'équipement, un ensemble artisanal s'étendant sur une superficie de 7 431 m2 destiné à la Production et l'exposition sera[Quand ?] créé à la ville de Chichaoua (siège de la Coopérative AL Idrissia de tapis et l'agence de l'artisanat à Chichaoua).Ce centre sera agencé de façon à accueillir les dépendances suivantes :
- 10 Boutiques sur une superficie de 197 m2
- 12 Ateliers sur une superficie de 563 m2
- 01 Salle d'exposition sur une superficie de 136 m2
- 01 Salle polyvalente sur une superficie de 115 m2
- 01 Museé sur une superficie de 35,50 m2
- 01 Salle de prière sur une superficie de 47 m2
- 02 Blocs sanitaires sur une superficie de 30 m2

Pour ce qui est  des coopératives  artisanales, elles sont en nombre de 03 regroupant 88 adhérents. Leur répartition se présente comme suit :
- Al Idrissiya sise à la ville de Chichaoua:

- Activité :Tapis
- Nombre d'adhérents: 28
- Sobaia sise  à Sidi El Mokhtar  :

- Activité : Tapis
- Nombre d'adhérents:10
- Nassiha sise à Sidi El Mokhtar  :

- Activité : Tapis
- Nombre d'adhérents :50

### Industrie
a)- Industrie :
La seule unité industrielle implantée dans la Province est la Société Ciments du Maroc (CIMAR). Elle se trouve à la C.R de Lamzoudia à 25 km du chef-lieu de la Province. Sa capacité de Production est de l'ordre de 1.300.000 Tonnes, elle a permis la création de 382 emplois dont 132 occasionnels. Elle approvisionne  Marrakech, Ouarzazate, Tensift El Haouz, Beni-Mellal et Azilal.
b) – Zone Industrielle et Zone d'activités économiques :
Dans le but de favoriser l'industrialisation de la Province de Chichaoua, une zone industrielle et deux zones d'activité économique ont été créées pour offrir aux investisseurs des conditions plus adéquates pour le fonctionnement des unités industrielles. Les consistances de la zone industrielle ainsi que celles des deux zones d'activités économiques se présentent comme suit :
- Zone Industrielle
  - Lieu d'implantation : Municipalité Chichaoua
  - Superficie : 39 Ha 64 a 78 Ca
  - Nombre de lots : 141 lots
- Zone d'activité économique Ennacer IV
  - Lieu d'implantation : Municipalité Chichaoua
  - Superficie : 11 Ha 91 ca
  - Nombre de lots : 163
- Zone d'activité économique
  - Lieu d'implantation : Municipalité Imintanout
  - Superficie : 6 Ha
  - Nombre de lots : 168

### Ressources naturelles
La source Abaïnou se situe à proximité de l’Oued Chichaoua, sur un site naturel très apprécié des visiteurs, marocains et étrangers. Limitée au nord et au sud par des plantations d’oliviers, la source d’Abaïnou se prolonge par une seguia aux abords de laquelle sont aménagés des espaces de restauration et de détente.

## Démographie
| 1994                                                    | 2004    | 2007    | 2014    |
| 311 800                                                 | 339 818 | 347 387 | 369 955 |
| 1994, 2004 : recensement officiel ; 2007 : calculation. |         |         |         |

## Villes et centres ruraux de la province
| Municipalités   | Population en 1994 | Population en 2004 | Population en 2014 |
| --------------- | ------------------ | ------------------ | ------------------ |
| Imintanoute     | 12 592             | 17 067             | 20837              |
| Lamzoudia       | 20 452             | 22 454             | 25674              |
| Mzouda          | 14 680             | 15 166             | 23148              |
| Zaouia Annahlia | 13 704             | 15 950             | 10757              |
| Douirane        | 12 473             | 14 191             | 16138              |
| Bouabout        | 12 167             | 12 196             | 11494              |
| Ahdil           | 11 631             | 11 764             | 11438              |
| Majjat          | 11 521             | 11 798             | 13258              |
| Taouloukoult    | 10 171             | 10 668             | 10682              |
| Sid L Mokhtar   | 9 846              | 11 138             | 22714              |
| Chichaoua       | 9 738              | 15 657             | 27869              |

## Sources
- (de) Cet article est partiellement ou en totalité issu de l’article de Wikipédia en allemand intitulé « Chichaoua (Provinz) » (voir la liste des auteurs).